# 217628 Lugh
217628 Lugh è un asteroide near-Earth del gruppo Apollo con diametro medio di 1,4 km. Scoperto nel 1990, presenta un'orbita caratterizzata da un semiasse maggiore pari a 2,5511028 UA e da un'eccentricità di 0,7030795, inclinata di 4,02277° rispetto all'eclittica.
L'asteroide è dedicato alla divinità celtica Lúg.